# اس‌اس دافنه (۱۸۸۳)
اس‌اس دافنه (۱۸۸۳) (به انگلیسی: SS Daphne (1883)) یک کشتی بود که طول آن ۱۷۶ فوت (۵۴ متر) بود. این کشتی در سال ۱۸۸۳ ساخته شد.